# Acanthogonatus patagonicus
Acanthogonatus patagonicus is een spinnensoort in de taxonomische indeling van de bruine klapdeurspinnen (Nemesiidae).
Acanthogonatus patagonicus werd in 1905 beschreven door Simon.